# Francis Morley
Francis Morley (c. 1623 - 10 de dezembro de 1690) foi um político inglês, MP por Winchester de 1689 a 1690.
Morley era filho de Francis Morley, um capitão da Guerra Civil Inglesa, e sobrinho de George Morley, Bispo de Winchester.
Ele candidatou-se ao Parlamento em Winchester em 1685, mas foi persuadido a retirar-se pelo amigo do seu tio, o bispo Thomas Ken. Ele foi eleito em Winchester em 1689, derrotado em 1690 e morreu em 10 de dezembro de 1690.
Ele era o pai de George Morley, MP por Hindon.